# 133716 Tomtourville
133716 Tomtourville este o planetă minoră (asteroid), cu un diametru de 2,904 km, din centura de asteroizi. A fost descoperită pe 26 octombrie 2003 la Catalina Station⁠(d) de Catalina Sky Survey. 
Obiectul prezintă o orbită caracterizată de o semiaxă mare de 2,8637106551761 UAi, o excentricitate de 0,05, o înclinație de 2,1 ° în raport cu ecliptica.